# Naïve (The Kooks)
Naïve è un singolo dei Kooks estratto dall'album Inside In/Inside Out, pubblicato come quarto estratto il 27 marzo 2006 dall'etichetta discografica Virgin Records.

## Tracce
Singolo
1. Naïve – 3:25 (Garred, Pritchard, Rafferty)
2. Be Mine – 2:35 (Pritchard, Rafferty)

Versione giapponese
1. Naïve (acoustic) – 3:40 (Garred, Pritchard, Rafferty)

iTunes EP
1. Naïve – 3:26 (Garred, Pritchard, Rafferty)
2. Naïve (live from the Levi's Ones to Watch Tour) – 3:34 (Garred, Pritchard, Rafferty)
3. Naïve (strumentale) – 3:25 (Garred, Pritchard, Rafferty)
4. Naïve (versione acustica, live at Abbey Road) – 3:40 (Garred, Pritchard, Rafferty)

## Formazione
- Luke Pritchard - voce
- Hugh Harris - chitarra
- Max Rafferty - basso
- Paul Garred - batteria

## Classifiche
| Anno | Classifica                        | Posizione migliore |
| ---- | --------------------------------- | ------------------ |
| 2006 | UK Singles Top 75                 | 5                  |
| 2006 | Ultratop Top 50                   | 15                 |
| 2006 | Dutch Top 40                      | 40                 |
| 2006 | FIMI Top 50                       | 31                 |
| 2006 | Top Singoli                       | 10                 |
| 2006 | New Zealand Top 40                | 15                 |
| 2006 | Billboard Europe Official Top 100 | 36                 |
| 2007 | Alternative Songs                 | 21                 |
| 2011 | Official Singles Chart            | 68                 |